# Troy Dalbey
Troy Lane Dalbey (* 19. September 1968) ist ein ehemaliger amerikanischer Freistilschwimmer. Er gewann bei den Olympischen Sommerspielen 1988 in Seoul zwei Goldmedaillen.
Bei den Olympischen Sommerspielen 1988 startete Troy Dalbey über die 200 Meter Freistil und in beiden Freistilstaffeln. Er zog als Dritter seines Vorlaufs in das Finale der 200 Meter Freistil ein, wo er Platz sieben erreichen konnte. Dalbey gewann Gold mit der 100-Meter-Freistilstaffel, in der er das Finale auf der zweiten Position schwamm. Ebenso wurde Dalbey mit der 200-Meter-Freistilstaffel Olympiasieger. Troy Dalbey stahl zusammen mit seinem Staffelpartner Doug Gjertsen einen Löwenkopf aus Marmor aus einem Hotel und wurde deshalb aus der amerikanischen Olympiamannschaft ausgeschlossen. Er durfte trotzdem seine Goldmedaillen behalten.